# Burg Blain

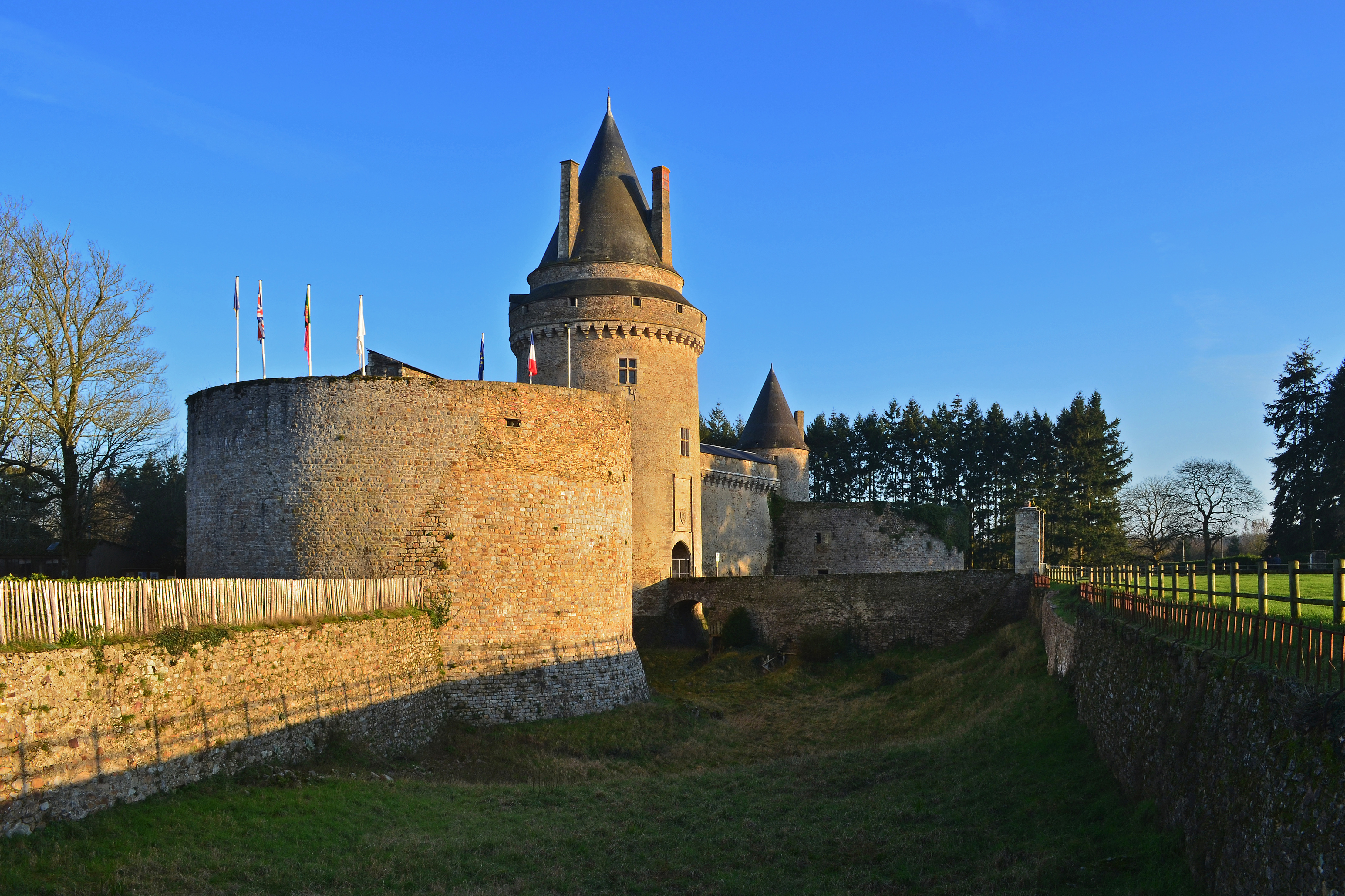
Tour du Sud-Ouest, Tour du Pont-Levis und Tour des Prisons

Die Burg Blain oder Burg La Groulais ist eine mittelalterliche Festung, die im 13. Jahrhundert gebaut und im 16. Jahrhundert stark umgebaut wurde. Sie befindet sich in der Gemeinde Blain im französischen Département Loire-Atlantique. Zusammen mit den Städten und Burgen Vitré, Fougères, Châteaubriant, Ancenis und Clisson war sie Teil der bretonischen Grenzverteidigung.

## Geographie
Die Burg steht südlich des Ortes und des später gebauten Canal de Nantes à Brest. Sie hat zwölf Türme und erstreckt sich über eine Fläche von vier Hektar.

## Geschichte
Die erste Burg wurde um 1108 im Auftrag von Alain IV., Herzog der Bretagne, errichtet. Durch Heirat ging die Festung 1225 an die Familie Clisson über. Nach dem Aufstand von Olivier I. de Clisson gegen den Herzog wurde die Burg 1260 geschleift. Der Sohn von Olivier I., Olivier II., erhielt vom Herzog die Erlaubnis, die Burg wiederaufzubauen. Die Clissons bauten die Burg im 14. Jahrhundert nach und nach aus. Im Jahr 1407 ging die Burg in den Besitz des Hauses Rohan über. Louis de Rohan-Chabot, Herzog von Rohan, wurde hier bestattet.
Während der Hugenottenkriege wurde die Burg belagert und 1591 während der Kämpfe zwischen dem Herzog von Mercœur und Jean de Montauban, genannt Le Goust, in Brand gesetzt. Sie wurde von Catherine de Parthenay wiederhergestellt, die sich dort mit ihren Kindern niederließ. Nachdem Henri II., Herzog von Rohan, zum Anführer der protestantischen Fürsten geworden war, ordnete Kardinal Richelieu 1628 den Abriss der Befestigungsanlagen der Burg an, wodurch sie ihre militärische Bedeutung verlor.
Weitere schwere Schäden erlitt die Burg während der Französischen Revolution. Sie wurde geplündert und niedergebrannt, ebenso wie das Archiv der Familie Rohan. Sie diente danach als Kaserne und später als Gefängnis.
Die Burg ging in die Hände mehrerer Besitzer über, darunter auch Marie Bonaparte im Jahr 1918. Diese Besitzer bauten den Nordflügel (Logis du Roy) und den Mühlenturm (Tour du Moulin) um.

## Architektur

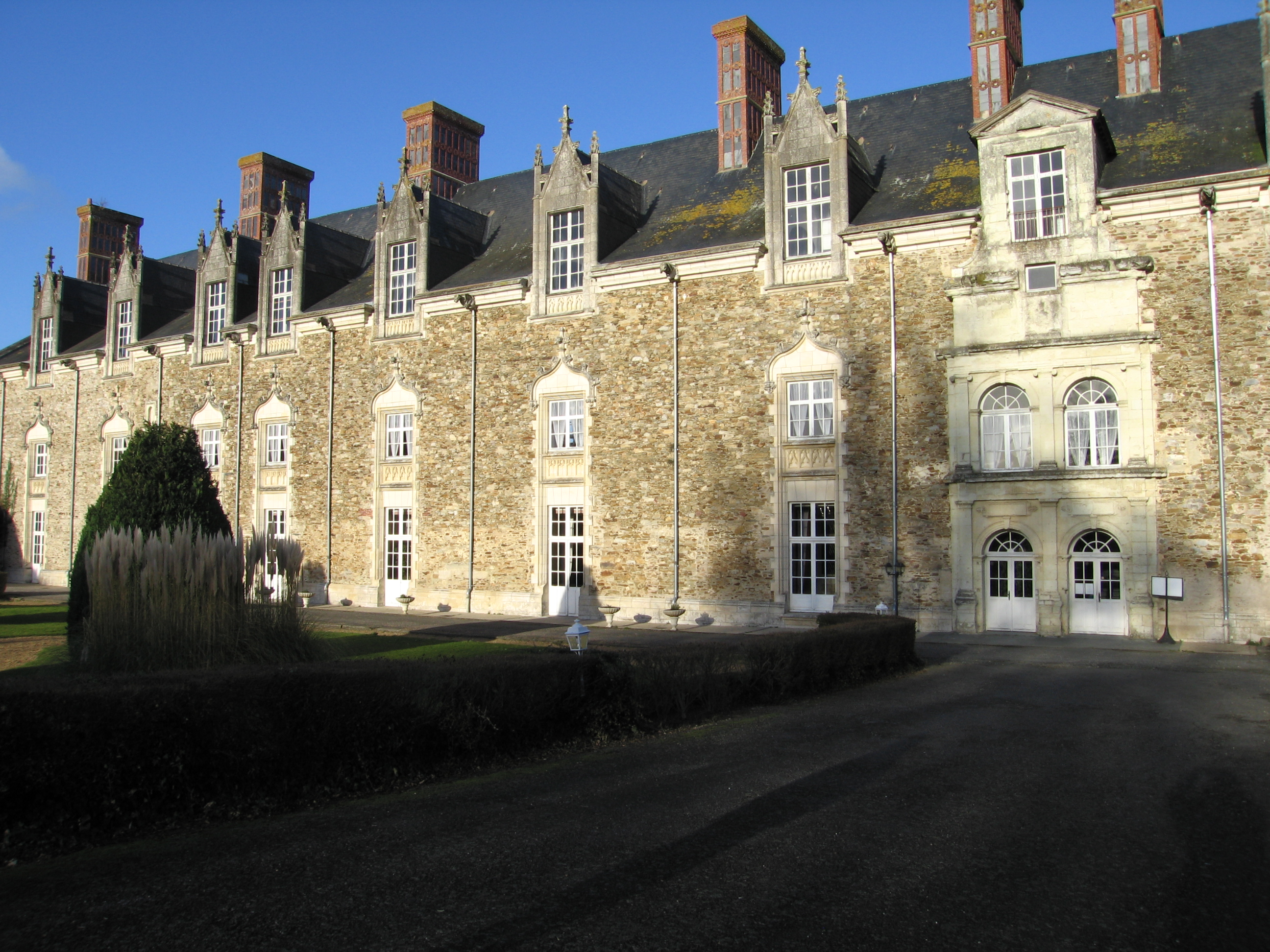
Nordflügel der Burg Blain, das Logis du Roi

Der Südwestturm und der Zugbrückenturm bilden zusammen mit den Gebäuden zu beiden Seiten den Eingang zur Burg. Diese, die Tour du Connétable, die beiden Türmen im Südosten und der monumentalen Eingang an der Südfassade des Logis du Roy stammen sie aus der Zeit vor dem 17. Jahrhundert. Zusammen mit den Überresten der Türme und der sie verbindenden Befestigungsanlagen wurden sie 1977 vom französischen Kulturministerium als historisches Bauwerk eingestuft.